# Hipsburn
Hipsburn är en by i Northumberland i England. Byn är belägen 6 km 
från Alnwick. Orten har 689 invånare (2016).